# مت میتریونه
مت میتریونه (انگلیسی: Matt Mitrione؛ زادهٔ ۱۵ ژوئیهٔ ۱۹۷۸) بازیکن فوتبال آمریکایی، ورزشکار هنرهای رزمی ترکیبی و کاراته‌کا اهل ایالات متحده آمریکا است.
از باشگاه‌هایی که در آن بازی کرده‌است می‌توان به نیویورک جاینتز و مینه‌سوتا وایکینگز اشاره کرد.